# Magda Castelein
Magda Castelein (Ruiselede, 19 maart 1946 - 21 april 2007) was een Vlaamse dichteres en kunstenares.
Zij werd geboren in het gezin van Albrecht Castelein en Anna Pauwels. Haar vader was meester-kleermaker en haar moeder naaister. Zij volgde haar middelbare studies te Tielt en volgde er ook de opleiding tot kleuterleidster. Zij ging met haar man wonen in Aarsele. 
Reeds van jongs af aan had ze tekentalent. Aan de kunstacademie te Tielt volgde ze in 1992-1993 de cursus vrij grafiek en later ook nog tekenen en kunstgeschiedenis. Intussen legde ze zich ook toe op dichterlijk literair werk.

## Literair werk
- De breuklijn (verhaal), in: Handpalmverhalen 1987-1992, Antwerpen, Paradox Press, 1992
- Druppelteller (gedichtenbundel), Uitgeverij P, Leuven, 2002, ISBN 9076895457
- Dit is dan winter, in: Jessie De Caluwe, Als alles thuiskomt (cd-boek met gedichten over geborgenheid en gemoedsrust), Tielt, Lannoo, 2004
- Agape, Zo en Sneeuw (gedichten), in: Dighter, jrg. 6, nr. 4, december 2005, blz. 8
- De etser en de vrouw (gedicht), in: Dighter, jrg. 8, nr. 1, 2007, blz. 18